# Indium
Indium er et grundstof med atomnummer 49 og kemiske symbol In i det periodiske system. Dette sjældne, bløde metal har en høj duktilitet (strækbar) og indgår let i kemiske forbindelser. Kemisk kan det ligne aluminium eller gallium, men er i højere grad i familie med zink. Zinkmalm er den primære kilde til indium.
Indium benyttes primært til at lave transparente elektroder af indium-tin-oxid i LCD skærme. Det benyttes også som en tynd film til at danne glatte overflader. F.eks. blev det benyttet til at overfladebehandle kuglelejer i avancerede fly under anden verdenskrig. Desuden bruges det til at sænke smeltepunktet i metallegeringer samt som komponent i blyfri loddetin.

## Historie
Indium blev opdaget i 1863 af tyskerne Hieronymus Theodor Richter og Ferdinand Reich
| Kemi | Spire Denne artikel om kemi er en spire som bør udbygges. Du er velkommen til at hjælpe Wikipedia ved at udvide den. |